# The Lady Penelope
The Lady Penelope is een kort verhaal van de Engelse schrijver Thomas Hardy. Het verscheen voor het eerst in het literaire tijdschrift Longman's Magazine in de aflevering van januari 1890. Vervolgens werd het opgenomen in de verhalenbundel A Group of Noble Dames die in 1891 uitkwam in Groot-Brittannië en de Verenigde Staten.
Het verhaal is in deze opzet het achtste in een serie van tien, die als raamvertelling worden gepresenteerd. Het wordt voorafgegaan door Anna, Lady Baxby. Alle verhalen in de bundel waren al eerder gepubliceerd in diverse tijdschriften in Engeland en Amerika. Zes ervan werden in serievorm gepubliceerd onder de gezamenlijke titel 'A Group of Noble Dames' in het Britse blad The Graphic en het Amerikaanse Harper's Weekly. 
Deze vertelling wordt in de mond gelegd van de persoon die wordt aangeduid als 'de familieman'. De locatie is zoals gewoonlijk gelegen in Hardy's fictieve graafschap Wessex, in dit geval in de omgeving van Casterbridge, dat staat voor Dorchester in Dorset.

## Het verhaal
Lady Penelope is de dochter van een gravin en een jongedame van buitengewone schoonheid. Zij mag zich dus verheugen in veel mannelijke belangstelling, met name van drie jonge ridders, Sir John Gale, Sir William Hervy en Sir George Drenghard. Hun onderlinge rivaliteit gaat zover dat het soms leidt tot schermutselingen en zelfs dreigt een enkele keer een duel. Zij weet dit te voorkomen met de verzekering dat diegenen die zich nog in een gevecht met de ander wagen het verder wel kan vergeten. Als zij hun reacties ziet verzacht zij haar dreigement met de grap dat zij maar geduld moeten hebben en dat ze hen allemaal, ieder op zijn beurt, zal trouwen. De grap gaat rond en leidt tot veel vrolijkheid.
Zij kiest uiteindelijk voor George, de oudste van de drie. Deze overlijdt echter al enkele maanden na het huwelijk aan de effecten van een al te feestelijke levensstijl. Na enige tijd meldt zich Sir John. Penelopes voorkeur gaat echter uit naar de derde, aan wie zij al tijdens haar korte huwelijk regelmatig heeft teruggedacht. Deze verblijft in het buitenland en reageert niet op haar hints of interpreteert ze verkeerd. John is volhardend, en als haar vrienden refereren aan haar nu alom bekende grap en zeggen dat ze hen maar moet nemen in de volgorde waarin ze zich aandienen, stemt zij ten slotte toe en trouwt Sir John. Het huwelijk is echter niet goed, omdat John zeer gepikeerd blijkt dat zij hem niet meteen heeft verkozen. Zij wordt steeds ongelukkiger met deze verbintenis. Als John enkele jaren later ziek is, ziet zij een bekend figuur haar huis naderen. Het is William, die zij in de tuin ontmoet. Duidelijk is dat zij zeer verliefd zijn op elkaar. John hoort wat er gezegd wordt en windt zich zodanig op dat zijn ziekte verergert. Enkele weken later overlijdt hij.
Wat niet uit kon blijven, gebeurt: Penelope trouwt met William. Na aanvankelijke vreugde rond deze gebeurtenissen steken er in de omgeving hardnekkige geruchten de kop op die erop wijzen dat men denkt dat Penelope haar tweede man zou hebben vergiftigd om naar met William te kunnen trouwen. Als hem de geruchten bij toeval ook ter ore komen, raakt hij aan het piekeren en vervreemdt wat van zijn vrouw. Na enige tijd zegt hij dat hij een poosje op reis gaat. Op zich niets vreemds, want hij was altijd al iemand die vaak naar het buitenland ging. Als Penelope ook zdelf de geruchten verneemt raakt zij gedeprimeerd en ziek en vermagert zienderogen. Als zij ook bevalt van een doodgeboren kind, schrijft haar moeder een dringende brief aan William dat hij terug moet keren. Hij doet dat prompt en zij bezweert hem dat zij onschuldig is. Ondanks zijn geruststellende woorden bezwijkt zij korte tijd later. Een inmiddels in Londen wonende arts verneemt ook van de geruchten. Hij had destijds een onderzoek gedaan na het overlijden van Sir John en kan bevestigen dat zijn dood aan natuurlijke oorzaken te wijten was geweest. Vervuld van spijt dat hij betrokken is geweest bij de vroegtijdige dood van zijn geliefde vertrekt William opnieuw naar het buitenland, waar hij enkele jaren later overlijdt.